# 北九州市立中井小学校
北九州市立中井小学校（きたきゅうしゅうしりつなかいしょうがっこう）は、福岡県北九州市小倉北区中井二丁目にある公立小学校。

## 沿革
（沿革節の主要な出典は公式サイト）
- 1951年（昭和26年）- 日明小学校より分離し小倉市立中井小学校として開校
- 1960年（昭和35年）- 創立10周年記念式典を挙行
- 1963年（昭和38年）- 北九州市立中井小学校に改称
- 1975年（昭和50年）- 体育館落成式を挙行
- 1979年（昭和54年）- 校舎落成式記念式典を挙行
- 1981年（昭和56年）- 北九州市立北小倉小学校が分離開校
- 1998年（平成10年）- 中井小50周年記念式典を挙行

## 交通
- 西鉄バス北九州
  - 中井バス停下車、徒歩約2分
  - 井堀四角バス停下車、徒歩約9分

## 周辺
- 真颯館高等学校
- 北九州市立日明小学校